# Карл Йозеф (Хоенлое-Бартенщайн-Ягстберг)
Карл Албрехт Филип Йозеф фон Хоенлое-Бартенщайн-Ягстберг (на немски: Karl Albrecht Philipp Joseph von Hohenlohe-Bartenstein-Jagstberg; * 12 декември 1766, Бартенщайн; † 6 юли 1838, Халтенбергщетен) е от 1803 г. 5. княз на Хоенлое-Бартенщайн-Ягстберг (Ягстберг днес е част от Мулфинген) в Баден-Вюртемберг.

## Биография
Той е вторият син на княз Лудвиг Карл Франц Леополд фон Хоенлое-Валденбург-Бартенщайн (1731 – 1799) и съпугата му графиня Фредерика Поликсена фон Лимбург-Щирум (1738 – 1798), дъщеря на граф Кристиан Ото фон Лимбург-Щирум и третата му съпруга принцеса Каролина Юлиана София фон Хоенлое-Валденбург-Шилингсфюрст. По-големият му брат е Лудвиг Алойс Йоахим Франц (1766 – 1829 в Париж), 3. княз на Хоенлое-Бартенщайн, австрийски генерал-лейтенант и маршал на Франция.
След смъртта на майка му Фредерика Поликсена баща му княз Лудвиг Леополд се отказва през 1798 г. от службата си като княз. След това следва подялба на наследството на Хоенлое-Бартенщайн и Хоенлое-Ягстберг.
Карл Йозеф фон Хоенлое-Бартенщайн-Ягстберг умира на 71 години на 6 юли 1838 г. в Халтенбергщетени е погребан в Лауденбах.

## Фамилия
Първи брак: на 5 юли 1796 г. в Лудвигсбург с херцогиня Хенриета Шарлота фон Вюртемберг (* 11 март 1767, Монтеронд при Лозана; † 23 май 1817, Халтенбергщетен), дъщеря на херцог Лудвиг Ойген Йохан фон Вюртемберг (1731 – 1795) и София Албертина фон Байхлинген (1728 -1807). Те имат децата:
- Мария Фридерика Кресценция София фон Хоенлое-Бартенщайн-Ягстберг (* 20 март 1798; † 4 август 1848), неомъжена
- Лудвиг Албрехт Константин фон Хоенлое-Бартенщайн-Ягстберг (* 5 юни 1802; † 22 август 1850), 6. княз на Хоенлое-Бартенщайн-Ягстберг, женен на 11 януари 1835 г. в Прага, Бохемия, за принцеса Хенриета Вилхелмина фон Ауершперг (* 23 юни 1815; † 7 август 1901)
- София Вилхелмина Каролина Франциска де Паула Валпургис фон Хоенлое-Бартенщайн-Ягстберг (* 6 октомври 1803; † 24 април 1820)

- Франциска Ксаверия Валбурга Хенриета Каролина Констанца зу Хохенлохе-Бартенстеин-Жагстберг (* 29 август 1807; † 27 октомври 1873), омъжена на 20 октомври 1825 г. в Бабенхаузен за 2. княз Антон Фугер фон Бабенхаузен (* 13 януари 1800; † 28 май 1836), син на княз Анселм Мария Фугер фон Бабенхаузен (1766 – 1821) и Мария Антония Елизабета фон Валдбург-Цайл-Вурцах (1774 – 1814)
- Шарлота София Матилда Франциска Ксаверия Хенриета фон Хоенлое-Бартенщайн-Ягстберг (* 2 септември 1808; † 9 ноември 1873), омъжена на 27 май 1826 г. в замък Халтенбергщетен за 2. княз Константин фон Залм-Райфершайт-Краутхайм (* 4 август 1798; † 10 февруари 1856)

Втори брак: път на 9 юли 1820 г. във Вурцах с графиня Мария Валпурга Катарина Еберхардина фон Валдбург-Цайл-Вурцах (* 13 септември 1794; † 9 октомври 1823), дъщеря на наследствения граф Леополд фон Валдбург-Цайл-Вурцах (1769 – 1800) и графиня Мария Валпурга Франциска Фугер-Кирхберг-Вайсенхорн цу Бабенхаузен (1771 – 1841). Те имат две дъщери:
- Леополдина Мария Валбурга Клотилда фон Хоенлое-Бартенщайн-Ягстберг (* 22 април 1821; † 31 май 1862), неомъжена
- София фон Хоенлое-Бартенщайн-Ягстберг (*/† 9 октомври 1823)